# Poštanska štedionica (NDH)
Poštanska štedionica bila je poštanska štedionica u NDH.
Osnovana je zakonskom odredbom o osnivanju Poštanske štedionice 23. travnja 1941. godine. Središnjica joj je bila u Zagrebu. Osnovana je kao samostalni državni novčani zavod pod neposrednim nadzorom ministarstva narodnog gospodarstva, koje je zaduženo za sprovedbu odredbe o osnivanju. U djelokrug središnjice Poštanske štedionice pripali su svi poslovi bivše Generalne direkcije poštanske direkcije Kraljevine Jugoslavije u Beogradu s time, da do daljnje odredbe vrijede svi postojeći propisi osim ako nisu u protuslovlju s ustavnim odredbama i zakonima NDH. Poštanska štedionica NDH preuzela je svu imovinu bivše Poštanske štedionice kraljevine Jugoslavije na području Nezavisne Države Hrvatske.
24. lipnja 1941. osnovano je Ministarstvo obrta, veleobrta i trgovine NDH pod čiju je nadležnost pripala ova ustanova.